# 華麗なるスパイ
『華麗なるスパイ』（かれいなるスパイ）は、日本テレビ系列で2009年7月18日から同年9月26日まで土曜ドラマ枠で放送されたテレビドラマ。初回は2時間スペシャル。
前科13犯の天才詐欺師が国家の命令に基づきテロ工作を阻止すべく、諜報活動を繰り広げるヒューマンコメディー。主演の長瀬智也とヒロイン役の深田恭子のコンビでの共演は、同枠で放送された『彼女が死んじゃった。』以来となる。

## あらすじ
13件の詐欺容疑で逮捕され、30年の懲役刑を言い渡され服役していた詐欺師・鎧井京介は、日本政府のスパイ組織・内閣情報室秘密諜報部部長の霧山誠一からスカウトされる。実は、現在世界中でテロが起きており、日本も例外ではないというのだ。
そこで、日本政府はテロから国民を守るために、ヒューミントを行う秘密諜報部員を集めることになったのである。もし、京介が13件のテロ工作をスパイとして阻止することが出来れば、罪状と相殺し特赦になるという。こうして、京介は特技の変装や仲間達と共に、テロ工作を阻止することになる。

## キャスト

### 主要人物
鎧井京介（よろい きょうすけ）
演 - 長瀬智也（当時TOKIO / 幼少時代：土師野隆之介、中学時代：井之脇海）
本作の主人公。様々なスタイルの詐欺を重ねてきた前科13犯の天才詐欺師。29歳。幼い頃に母親が失踪しており、形見のペンダントを握り締め、願うことで詐欺師としてのミラクルパワーが発揮され、全くの別人を演じきる事が出来る。結婚詐欺で逮捕され懲役30年の実刑にて刑務所に収監されていたが、その卓越した詐欺技術を秘密諜報部に買われ、仮釈放の形でスカウトされる。テロ事件を1つ解決するたび前科が1つずつ減刑され、13のテロ事件を解決して無罪放免とする約束となっているが、テロ事件解決のミッションに失敗すると前科が13にリセットされる。
ドロシー
演 - 深田恭子
本作のヒロイン。変装が得意で、様々なコスプレを着てあらゆる場所に忍び込む絶世の美女。12ヶ国語を操る国際情勢のスペシャリストでMI6やモロッコ大使館に在籍していた事もあるが、日本語に難がある。当初は、ただの詐欺師だった京介が簡単に諜報部員になれた事が気に入らない様子だったが、次第に想いを寄せる様になる。素性不明だが、彼女を見た人物達から「圭一郎」なる名前で呼ばれたり、酔った時に「オレ」と話し、京介には男ではないかと疑われていた。実は圭一郎とは彼女の双子（異性一卵性双生児）の弟で、7年前に怪我を負い病院をたらい回しにされ死亡している。
平原三九（ひらはら みく）
演 - 杏
源一と泉の娘。三流ゴシップ紙『東洋タイムス』の記者。好奇心旺盛で、諜報部の存在に興味を持ち、スクープを狙っていた（が、先に一般新聞紙に報道されてしまった為にスクープはとれなかった）。当初は京介を詐欺師ではないかと疑っていたが、次第に恋心が芽生え、彼に「私、京介のバディになれるように頑張る」と話している。
吉澤総一郎（よしざわ そういちろう）
演 - 渡哲也
内閣総理大臣。秘密諜報部の創設者。日本国内の治安を危惧しての設立だが、ミスター匠曰く「自衛隊や日本の軍事力を知らしめようと自ら各国のテロ組織を買収して狙わせようとする為の設立」らしい。京介を「俺の息子」と呼ぶ。京介の十字架のペンダントは自身が彼の母親に送ったもの。元は警官だった。

### 内閣情報室直轄・秘密諜報部
来栖健一（くるす けんいち）
演 - 世界のナベアツ（現：桂三度）
元自衛隊員で射撃の名手とされていたが、実は駐屯地のコックで、銃は持ったことがなかったことが発覚した。血が苦手。体力はあるが、頭が悪い。真面目な性格をしており、メンバーの中では一番の常識人。バナナが好物で、諜報部アジトや尾行先でもよく食している。小学校の頃、富士山の遠足で仲間2人と一緒に道に迷ってしまい、残ったバナナを一人で勝手に食べ生き残った。仲間2人の安否については「それ以上は聞くな」と語っている（本人曰く「バナナは裏切らない」）。彼のバナナには、無くしても位置が分かるようにGPS発信機が埋め込まれており、後に京介を助けることとなる。
オサム
演 - 藤原一裕（ライセンス）
天才ハッカーで、コンピューターや情報解析のスペシャリスト。暗号解読も得意。諜報部アジトのセキュリティーシステムも彼の管理下。ペンタゴンなど世界の公的機関にハッキングし、FBIに目をつけられ捕まりそうになった所を霧山に助けられたことが発覚。
エリス
演 - 友近
武器開発担当。麻酔針が発射される携帯電話や指輪型拳銃、そしてボタンを押すと発射される口紅などを開発しているが、実用性は無い。それらの武器は諜報部員達に配給されるのではなく、直接その場で（取っ払いで）販売する。
アンヌ
演 - 平手舞
京介を監視する為『深川 安楽亭』でアルバイトをしている。
ジョセフィーヌ
演 - KIKI
霧山の秘書を務める妖艶な美女。実は、彼の愛人でもある。秘密諜報部員のデータ削除は彼女が行っている。
霧山誠一（きりやま せいいち）
演 - 寺島進
内閣情報室・秘密諜報部長。京介を秘密諜報部員にスカウトした張本人。かつては警視庁で総理のSPだった。ボスとして判断力に長けた人物だが、お調子者でいい加減、女性（特に愛人のジョセフィーヌ）に弱く、彼女達の意見やおだてにすぐ靡こうとする。愛車のオープンカーには、ラジオのボタンを押す事で助手席の人間を射出する007ばりの機能が搭載されている。
小牧勇夫（こまき いさお） / ペガサス
演 - 金児憲史
吉澤総理の秘書官。
増本啓治（ますもと けいじ）
演 - 明樂哲典
吉澤総理の秘書官。
ステファニー
演 - 峯村リエ
内閣情報室・秘密諜報部の表向きのカモフラージュ玄関『亜細亜財政研究所』の事務員を務める女性。
秘密諜報部の女性
演 - 三原勇希、青山レイラ、岸田恵里子、Shihomi、菅由彩子、難波沙樹、染谷夏子、真、大矢真夕、丸尾みゆき、向山志穂、葛西幸菜

### 京介の下宿先「深川 安楽亭」
平原源一（ひらはら げんいち）
演 - 高田純次
定食屋『深川 安楽亭』の主人。三九の父親。情に厚く、料理も「人情が決め手」を信条とする。娘・三九に京介のこと（厳密には詐欺師について）を聴かれた時、「俺の過去の事を話したか？」などと泉に話していた。昔は詐欺師で霧島に逮捕されたことがあり、彼曰く「怪しい壺を売り、信者を集め金を集めていた。」韓流ドラマの大ファンで、放送が始まると厨房をほったらかしにして涙ながらに見入っている。
平原泉（ひらはら いずみ）
演 - 伊藤かずえ
源一の妻。三九の母親。夫と共に店を経営する。夫・源一の過去を知っている。
深川 安楽亭の客
演 - 浜田道彦、恵有一、本多隆二、佐藤仙學

### 東洋タイムス
下田平助（しもだ へいすけ）
演 - 杉崎真宏
雑誌編集長。三九が持ってくる陰謀ネタをほとんど相手にせず、変な事件ばかり追う。

### 国際テロ組織
匠沢長一（たくみざわ ちょういち）
演 - 柄本明
通称：ミスター匠。国際テロ組織の首領。吉澤総理の秘書を務めていた過去がある。また、子供時代は裕福な家庭に育つも勉強も運動も苦手で、同級生に虐められていたが、いつも吉澤に助けられていた。吉澤総理や日本社会を憎み崩壊させるべくテロ工作を仕掛けたりしていると思われていたが、実際には吉沢総理への妬みが主な動機だった。彼も京介の事を「我が息子」と呼んでいる。
ミスター匠の付き人
演 - TERU
背格好以外は、服装、髪型、眼鏡、ヒゲがミスター匠と同じである。ミスター匠の身の回りの世話をしたり、発言に拍手をしたりといった事が仕事。匠に「ウラガミさん（TERU本人の名字）」と呼ばれている。実は、ミスター匠の作ったロボットで、京介に頭を撃ち抜かれて機能が停止した。

### ゲスト
MISSION 1
吉澤亜美
演 - 井上真央
吉澤総一郎の孫娘。
ボマーK
演 - 手塚とおる
爆弾のスペシャリスト。
ミスター匠の執事
演 - 久保晶
多田幸一
演 - 鶴田忍
衆議院議員。
男性教師
演 - 土田アシモ
女子生徒
演 - 菱山はるか、渋谷亜希子、藤原希、井亜里沙、川崎珠莉、剣持ゆきこ、飯塚由衣、亀井麻未、高橋慶子、伊沢有紗
男子生徒
演 - 中根大樹、福田和馬、宇賀祐太郎
手塚幹事長
演 - 山田明郷（MISSION 8）
軍人
演 - Afshin G.
看守
演 - 浜近高徳
更科屋
演 - 藤森賢治
男
演 - 田中泰宏
バスの運転手
演 - 田中昌宏
文扇堂の店主
演 - 松本じゅん
王凱歌（ワン・カイコー）
演 - 候偉（パソコン画像 / MISSION 3、MISSION 7）
寛李（クワン・リー）
演 - 黄実（パソコン画像 / MISSION 3、MISSION 7）
京介の母（回想）
演 - 栗原みいか
MISSION 2
ダラーM
演 - デーブ・スペクター
紅井令子
演 - 白羽ゆり
紅井洋二
演 - 須田邦裕
紅井健太
演 - 小林海人
チーフ
演 - 白石タダシ
職員
演 - 谷藤太、佐藤太三夫、永井博章、三上哲、井上浩、足立学、井田友和
アナウンサー
演 - 森圭介（日本テレビアナウンサー）
フランス人スパイ
演 - MOUNIR
ボーイ
演 - 住田隆
京介を見る少年
演 - 小宮山輝
MISSION 3
シン・ユナ（キング・ジョー）
演 - Ara
チェ・スヒョン
演 - ヘリョン
ハン・ドンヒョン
演 - アンドレ
吉澤はる
演 - 高林由紀子
総理夫人。
銀河テレビプロデューサー
演 - ガダルカナル・タカ
銀河テレビディレクター
演 - 棚橋ナッツ
檜山五郎
演 - 村上航
スヒョンの恋人。
テレビの韓国ドラマ（1）のヒロイン
演 - イチキ游子
テレビの韓国ドラマ（1）のヒーロー
演 - 森田ガンツ
テレビの韓国ドラマ（2）のヒロイン
演 - 黒澤佐知子
テレビの韓国ドラマ（2）のヒーロー
演 - 窪寺昭
「夏のクレッシェンド」主人公
演 - 尚玄
記者
演 - 石川裕司、山本直輝、松嶋亮太、手塚桃子
SP
演 - 問田憲輔、今奈良孝行
アナウンサー
演 - 山下美穂子（当時：日本テレビアナウンサー）
MISSION 4
山口徹
演 - 増田貴久（NEWS）
達夫
演 - 鈴木裕樹
光司
演 - 八戸亮
一平
演 - 加藤康起
カオリン
演 - 水谷妃里
モモ
演 - 谷桃子
ミイナ
演 - 水崎綾女
レイ
演 - 高橋絵美
坂本茂
演 - 田中要次
女教師
演 - 宍戸美和公
中年男
演 - 六角精児
大野木咲子
演 - いせゆみこ
柏木京子
演 - 鈴木美恵
ダイバー
演 - 上戸明
MISSION 5
柏木達彦
演 - 梨本謙次郎
寺岡佑治
演 - 金山一彦
岸原隆
演 - 中村育二
今井（ドン・カルネ）
演 - 本間しげる
アレッサンドロ
演 - パンツェッタ・ジローラモ
駐日イタリア大使
演 - イアン・ムーア
権田
演 - 寺部智英
加山
演 - 山岸拓生
料理人
演 - 加藤啓
ミシュラート調査員
演 - 樋渡真司、高橋修、久ヶ沢徹、Dasha.T
牧師
演 - 野村信次
駐米イタリア大使
演 - Pietro
SP
演 - ガンビーノ小林、武重勉（いずれも - LAST MISSION）
MISSION 6
ナオミ・リー
演 - 純名里沙
宇野神父
演 - 品川徹
地球環境男
演 - エスパー伊東
爆弾を渡される男
演 - 古川慎
カメラマン
演 - 宮沢大地
トニー・チェン
演 - 王建軍
初老の女性・さくら
演 - 川口節子（ - LAST MISSION）
MISSION 7
スコーピオン
演 - 宮下裕治（MISSION 8）
探索チーフ
演 - 柳憂怜
兵士
演 - 荻原紀、みずと良
匠沢完治
演 - 横山あきお
アナウンサー
演 - 鈴江奈々（日本テレビアナウンサー）
MISSION 8
幼少の吉澤総理
演 - 鈴木宗太郎
幼少のミスター匠
演 - 松永陸
クリーナー
演 - 堀田興生
MISSION 9
お天気お姉さん 大八木直子
演 - 西田麻衣（ - LAST MISSION）
アナウンサー
演 - 松尾英里子（日本テレビアナウンサー）
アナウンサー
演 - 加藤聡（日本テレビアナウンサー）
LAST MISSION
警官
演 - 山崎まさや
看護婦
演 - 飯沼千恵子

## スタッフ
- 脚本：君塚良一、金沢達也
- 演出：大谷太郎、岩本仁志、石尾純、狩山俊輔
- 音楽：ザ・サーフコースターズ
- 主題歌：TOKIO 「太陽と砂漠のバラ」(ジェイ・ストーム)
- アクションコーディネーター：佐々木修平
- カースタント：タカハシレーシング
- ガンエフェクト：パイロテック
- 技術協力：NiTRo
- 美術協力：日テレアート
- プロデューサー：佐藤敦 、下山潤
- チーフプロデューサー：櫨山裕子
- 協力プロデューサー：小泉守
- 撮影：水梨潤、池田英孝
- 照明：徳永博一
- 美術：小池寛
- 制作担当：由利芳伸
- 助監督：浅見真史、松山雅則
- 制作プロダクション：トータルメディアコミュニケーション
- 制作著作：日テレ

## 放送日程
| 章                                                       | 各話         | 放送日        | サブタイトル                                                                  | 脚本              | 演出     | 視聴率 |
| -------------------------------------------------------- | ------------ | ------------- | ----------------------------------------------------------------------------- | ----------------- | -------- | ------ |
| 第 1 章                                                  | MISSION 1    | 2009年7月18日 | 前科13犯懲役30年! 天才詐欺師が七変化!! 暴走バス大爆破に秘めた女子高生の愛と罠 | 君塚良一          | 大谷太郎 | 15.6%  |
| 第 1 章                                                  | MISSION 2    | 2009年7月25日 | ニセ札テロリスト                                                              | 君塚良一          | 大谷太郎 | 8.3%   |
| 第 1 章                                                  | MISSION 3    | 2009年8月01日 | 恋する韓流スター                                                              | 君塚良一          | 岩本仁志 | 8.5%   |
| 第 1 章                                                  | MISSION 4    | 2009年8月08日 | 死のメドレーリレー イケメンvs美少女兵                                         | 君塚良一          | 岩本仁志 | 12.7%  |
| 第 1 章                                                  | MISSION 5    | 2009年8月15日 | 極上イタリアンへようこそ! 美食料理長の殺人レシピ                              | 金沢達也          | 石尾純   | 9.7%   |
| 第 1 章                                                  | MISSION 6    | 2009年8月22日 | 修道女の告白! ハニートラップが始まる                                          | 君塚良一          | 大谷太郎 | 11.1%  |
| 第 2 章                                                  | MISSION 7    | 2009年9月05日 | 決戦幻の島! 女性新聞記者暗殺トリック                                          | 君塚良一          | 岩本仁志 | 9.9%   |
| 第 2 章                                                  | MISSION 8    | 2009年9月12日 | 涙の大脱出作戦! 死神のコンプレックス                                          | 君塚良一 金沢達也 | 狩山俊輔 | 10.2%  |
| 第 2 章                                                  | MISSION 9    | 2009年9月19日 | 恐怖のヌード爆弾! 衝撃のラスト!! もう誰も愛さない                             | 君塚良一          | 石尾純   | 9.5%   |
| 第 2 章                                                  | LAST MISSION | 2009年9月26日 | 悪の十字架! 脱獄潜入狙撃!! 東京灼熱地獄を救え!                                | 君塚良一 金沢達也 | 大谷太郎 | 11.2%  |
| 平均視聴率：11.1% 視聴率は関東地区・ビデオリサーチ社調べ |              |               |                                                                               |                   |          |        |

- 2009年8月29日は『24時間テレビ 愛は地球を救う』が放送されたため休止となった。

## その他
- 長瀬は2006年の『マイ☆ボス マイ☆ヒーロー』以来3年ぶりの当枠の主演となった。また当枠としては同作から4年連続で7月期の連続ドラマがTOKIOのメンバーの主演となった。
- 杏はこの作品が民放の連続ドラマ初レギュラー出演となり、次作のドラマ『サムライ・ハイスクール』にも出演している。
- 渡にとっては日本テレビ系の連続ドラマ出演は1994年の『麻酔』（読売テレビ制作）以来15年ぶりで、日本テレビ制作に限ると1978年から1979年に放送された『大都会 PARTIII』以来30年ぶりとなる。
- 撮影開始にあたり、渡は石原プロの恒例ともいえる「十勝のおはぎ」を大量に持参し、共演者、スタッフに配っている。おはぎののし紙には「お世話になります」と書かれており、共演の寺島進は、大スターである渡の謙虚さに驚いている。
- 長瀬と渡は2004年に放送されたスペシャルドラマ『弟』（テレビ朝日系）にて石原慎太郎役を演じていたつながりがある。
- 世界のナベアツはドラマ出演の経験はあるが、レギュラー出演はこの作品が初めてとなる。
- 日本テレビの連続ドラマで初回が2時間スペシャルとして放送されるのは14年振りである。
- タイトルロゴ右下には（KY）（○の中にKY）というマークがあり、「Kyosuke Yoroi」「KareinaruSPY」「空気が読めない」を連想させている。
- 第3話でのドラマ「夏のクレッシェンド」のオーディションを開催したテレビ局が、前作『ザ・クイズショウ』に登場した「銀河テレビ」となっていた。副調整室は『ザ・クイズショウ』に登場した副調整室、局ロゴ、略称、キャラクターもまったく一緒だったが、本社のビルが多少違っていた。他にも、『ザ・クイズショウ』には登場しなかった地下エントランスが登場した。
- スピンオフとして第2日本テレビにて『華麗なる来栖健一』（世界のナベアツ主演）が毎週ドラマ放送終了後に1話ずつ公開されている。